# Nathalie Loriers
Nathalie Loriers est une pianiste de jazz belge née à Namur le 27 octobre 1966 et originaire d'Andenne.

## Biographie
Formée à la musique classique, Nathalie Loriers se tourne rapidement vers le jazz. Influencée par ses professeurs Steve Houben et Charles Loos, à peine âgée de 23 ans, l'association belge des critiques de jazz l’élit en 1989 « Meilleur jeune talent du pays ». L'année suivante, elle reçoit le premier prix de piano et d'harmonie jazz au conservatoire royal de musique de Bruxelles et le titre de « meilleure jeune soliste » au Brussels Jazz Rally.
En 1999, elle reçoit un prix Djangodor et sort l’album Silent Spring. Avec son groupe, elle remporte en 2000 l'Eurodjango et le prix Bobby Jaspar décerné par l’académie du Jazz. En quelques années de carrière, Nathalie Loriers s’est produite sur une dizaine d'albums. Elle a collaboré avec des musiciens de renommée mondiale, parmi lesquels Toots Thielemans, Lee Konitz, Diederik Wissels et le chanteur David Linx, avec qui elle a enregistré Standards, sorti en 1997.
Fortement influencée par son mentor Charles Loos, elle sort en 2002 l'album intitulé Tombouctou.
En 2004, elle forme le duo Chemins croisés avec le oudiste tunisien Yadh Elyes. Leur répertoire est écrit par Nathalie Loriers et Yadh Elyes. Les compositions sont imprégnées de jazz et de musique orientale méditative. Depuis mai 2005, le jeune oudiste belgo-jordanien, Karim Baggili remplace désormais Yadh Elyes au sein du groupe.
À partir de 2013, elle joue souvent avec la saxophoniste Tineke Postma. En 2016, elles créent ensemble un trio avec le contrebassiste Nicolas Thys.

## Discographie

### Leader
- 1990 : Nympheas, Nathalie Loriers Quartet, Igloo Records
- 1993 : Dance Or Die, Nathalie Loriers Quartet, Igloo Records
- 1995 : Walking Through Walls Walking Along Walls, Nathalie Loriers Trio, Igloo
- 1999 : Silent Spring, Nathalie Loriers Trio, Pygmalion Records
- 2002 : Tombouctou, Nathalie Loriers Trio + Extensions, W.E.R.F. Records (De Werf (en))
- 2006 : Silent Spring Re-Issued, Nathalie Loriers Trio, W.E.R.F.
- 2006 : L'arbre Pleure, Nathalie Loriers & Chemins Croisés, W.E.R.F.
- 2009 : Moments d'éternité, Nathalie Loriers Trio, Berth Joris & String Quartet, W.E.R.F.
- 2012 : Les 3 Petits Singes, Nathalie Loriers Trio, W.E.R.F.

### Coleader
- 1993 : Discoveries, Cool Trance Quartet, AMC Records
- 2013 : Le Peuple Des Silencieux, avec Tineke Postma
- 2016 : We Will Really Meet Again, avec Tineke Postma et Nicolas Thys
- 2021 : Le temps retrouvé, avec Tineke Postma et Nicolas Thys[2],[3]

### Sidewoman
- 1991 : Ben Sluijs Quartet Featuring Stacy Rowles, Till Next Time, September
- 1991 : Jean-François Prins Quintet, NY Stories, Gam Records
- 1991 : Mary Kay et Toots Thielemans, Make Someone Happy, Gam Records
- 1991 : Félix Simtaine Quintet, Le Jazz Perd le Nord, Igloo Records
- 1991 : David Linx, When Time Takes Its Share, Les disques du crépuscule
- 1991 : Opération « Causes Communes avec l'ex-Yougoslavie », Simplement, Sabam
- 1992 : Compilation Brussels Jazz Promenade, Live Music
- 1997 : David Linx, Standards, Buy My Records
- 1997 : Laurent Blondiau Quintet, The Queen Of The Apple Pie, W.E.R.F.
- 1998 : Toots Thielemans, The Live Takes, Quetzal Records
- 2000 : Ivan Paduart, True Stories, Igloo Records
- 1999 : Jan de Haas, For The One And Only, Igloo Records
- 2000 : Emanuele Cisi, L'Ange Caché, Pygmalion Records.
- 2003 : Jan de Haas, Doing My Thing, W.E.R.F.
- 2005 : Jazz Middelheim 2005 vol.25, Universal Music Belgium